# No. 1's
No. 1's è un album raccolta del gruppo musicale hard rock/heavy metal tedesco Scorpions pubblicata il 23 maggio 2006 con l'etichetta EMI. Il doppio CD  contiene perlopiù canzoni degli anni 80, 90 e 2000. Non sono presenti nuove tracce.

## Tracce

### CD 1
1. Wind of Change
2. Under the Same Sun
3. No One Like You
4. Holiday
5. Coast to Coast
6. Moment of Glory
7. Still Loving You
8. What You Give You Get Back
9. White Dove
10. Here In My Heart
11. Can't Live Without You
12. Send Me an Angel
13. When the Smoke Is Going Down
14. Rhythm of Love
15. Born to Touch Your Feeling
16. Lady Starlight

### CD 2
1. Rock You Like a Hurricane
2. You and I (Single Version)
3. Alien Nation
4. Is There Anybody There?
5. Always Somewhere
6. Living for Tomorrow
7. Big City Nights
8. Loving You Sunday Morning
9. Walking on the Edge
10. I'm Leaving You
11. China White
12. Believe in Love
13. Coming Home
14. Edge of Time
15. Blackout
16. Hurricane 2000